# Echinocereus reichenbachii
Echinocereus reichenbachii ist eine Pflanzenart aus der Gattung Echinocereus in der Familie der Kakteengewächse (Cactaceae). Englische Trivialnamen sind  „Black Lace Cactus“, „Lace Cactus“, „Merry Widow Cactus“ und „Purple Candle Cactus“.

## Beschreibung
Echinocereus reichenbachii wächst einzeln oder verzweigt mit 12 oder mehr Trieben. Die kugelförmigen bis zylindrischen, zur Spitze verjüngten Triebe wachsen aufrecht, sind hell- bis dunkelgrün und von Dornen verdeckt. Sie erreichen bei Durchmessern von bis zu 10 Zentimetern Wuchshöhen von bis zu 40 Zentimetern. Die 10 bis 19 schmalen Rippen haben niedrige Höcker. Die bis zu 7 schmalen Zentraldornen sind verschieden gefärbt und werden 1 bis 20 Millimeter lang. Die kammförmig angeordneten 12 bis 36 Randdornen sind 3 bis 25 Millimeter lang.
Die trichterförmigen, duftenden, rosa- bis magentafarbenen Blüten erscheinen nah der Triebspitzen. Sie haben einen dunkleren oder weißen Schlund, werden 5 bis 12 Zentimeter lang und erreichen einen Durchmesser von bis zu 12 Zentimeter. Die kugel- bis eiförmigen, grünen Früchte enthalten ein weißes Fruchtfleisch und reißen der Länge nach auf.

## Verbreitung, Systematik und Gefährdung
Echinocereus reichenbachii ist im Südwesten der Vereinigten Staaten und im Nordosten von Mexiko verbreitet.
Die Erstbeschreibung als Echinocactus reichenbachii erfolgte 1843 durch Wilhelm Gerhard Walpers. Friedrich Ferdinand Haage stellte die Art 1883 in die Gattung Echinocereus. Ein nomenklatorisches Synonym ist Echinopsis pectinata var. reichenbachii (Terscheck ex Walp.) Salm-Dyck (1845).
Es werden folgende Unterarten unterschieden:
- Echinocereus reichenbachii subsp. reichenbachii
- Echinocereus reichenbachii subsp. baileyi (Rose) N.P.Taylor
- Echinocereus reichenbachii subsp. burrensis G.R.W.Frank et al.
- Echinocereus reichenbachii subsp. fitchii (Britton & Rose) N.P.Taylor
- Echinocereus reichenbachii subsp. perbellus (Britton & Rose) N.P.Taylor

In der Roten Liste gefährdeter Arten der IUCN wird die Art als „Least Concern (LC)“, d. h. als nicht gefährdet geführt.

## Etymologie
Das Artepitheton reichenbachii soll den deutschen Ingenieur und Kakteensammler Friedrich Reichenbach aus Dresden ehren. Karl Moritz Schumann führt im Autoren-Verzeichnis seiner Gesamtbeschreibung der Kakteen (1897) an: „Reichenbach jun., Friedrich, ist Ingenieur in Dresden; er machte eine sehr erfolgreiche Reise nach Mexiko, woher er eine große Menge von Kakteen einführte, darunter die berühmte Grusonia.“ (gemeint ist Grusonia cereiformis) In seinem Werk behandelt Schumann Echinocactus Reichenbachii  jedoch nicht, sondern listet sie als „unsichere Art“ auf.

## Nachweise